# 武荣州
武荣州，中国唐朝时设置的州。治所在今福建省泉州市鲤城区。
武周聖曆二年（699年），以州治在今福州市区的泉州分出的南安县、龙溪县、莆田县（今福建省莆田市荔城区）置武荣州，治所在南安县（今福建省南安市丰州镇），新设清源县（今福建省仙游县大济镇）。三年（700年），废武荣州，诸县还隶泉州。久视元年（700年），南安县人孙师业诉称赴州遥远，又于南安县东南15里（今福建省泉州市鲤城区）置武荣州，下辖四县：南安、莆田、龙溪、清源。景云二年（711年），将州治在今福州市区的泉州更名闽州，同时将武荣州更名泉州。
武荣州刺史
- 许辅（708年）
- 杨承衮（708年）